# Euploea dufresnei
Euploea dufresnei är en fjärilsart som beskrevs av Hans Fruhstorfer 1900. Euploea dufresnei ingår i släktet Euploea och familjen praktfjärilar. Inga underarter finns listade i Catalogue of Life.